# المجلس العسكري اليوناني
كانت فترة المجلس العسكري اليوناني -المعروفة أيضًا بأسماء أخرى مثل فترة حكم العقداء أو الجونتا أو الدكتاتورية أو فترة السبع سنوات- سلسلةً من المجالس العسكرية اليمينية المتطرفة التي حكمت اليونان بعد الانقلاب اليوناني بقيادة مجموعة من العقداء في الجيش بتاريخ الحادي والعشرين من أبريل عام 1967. انتهت الدكتاتورية في الرابع والعشرين من يوليو عام 1974 تحت ضغط الاحتلال التركي لقبرص. بعد سقوط المجلس العسكري أتت فترة تغيير النظام وتأسيس الجمهورية اليونانية الثالثة الحالية.

## خلفية تاريخية
كان انقلاب عام 1967 وفترة الأعوام السبعة من الحكم العسكري بعدها نتيجة 30 عام من الانقسام الوطني بين قوات اليسار واليمين، والذي يمكن متابعته تاريخيًا حتى فترة مقاومة احتلال قوى المحور لليونان خلال الحرب العالمية الثانية. بعد التحرير عام 1944، دخلت اليونان في حرب أهلية كانت أطرافها هي القوى الشيوعية من جهة، وحكومة المنفى العائدة إلى البلاد من جهة أخرى.

### التأثير الأمريكي على اليونان
في عام 1944، أكد رئيس الوزراء البريطاني ونستون تشرشل على إيقاف التدخل السوفيتي في دول البلقان، وأمر القوات البريطانية بالتدخل في الحرب الأهلية اليونانية. كان من المعروف أن هذه العملية سوف تمثل التزامًا مطولًا ومفتوح الأمد، بعد ذلك تدخلت الولايات المتحدة لمساعدة الحكومة اليونانية ضد القوات الشيوعية.
في عام 1947، أصدرت الولايات المتحدة الأمريكية مبدأ ترومان، وبدأت بدعم عدد من الحكومات السلطوية في اليونان وتركيا وإيران بشكل فعال بغية منع وقوع هذه البلدان تحت السيطرة السوفيتية. في عام 1945، شكلت مجموعة من الضباط القدامى في كتائب الأمن التعاونية المقاومة للفاشية أنفسهم في مجموعة سرية معروفة باسم الرابطة المقدسة للضباط اليونانيين (أو اختصارًا أيديا). منذ عام 1947 فصاعدًا، حصلت الرابطة المقدسة سنويًا على دعم مالي قدره مليون دولار سنويًا من وكالة المخابرات المركزية الأمريكية (سي آي إيه) باعتبارها واحدة من القوى ’الديمقراطية’ (أي المعادية للشيوعية بالأحرى) الكبرى في اليونان. كان العديد من قادة المجلس العسكري المستقبليين أعضاء في الرابطة المقدسة مثل جورجيوس بابادوبولوس.
بفضل المساعدات البريطانية والأمريكية، انتهت الحرب الأهلية اليونانية بهزيمة الشيوعيين عسكريًا عام 1949. حُظر الحزب الشيوعي اليوناني بالإضافة إلى المؤسسات التابعة له، وهرب الكثير من الشيوعيين خارج البلاد أو تعرضوا للملاحقة القانونية. بدأ الجيش اليوناني يعمل بشكل مقرب مع السي آي إيه، خصوصًا بعد انضمام اليونان إلى حلف شمال الأطلسي عام 1952. ضم هذا التعاون ضباطًا بارزين في السي آي إيه مثل غوستاف أفراكوتوس وكلير جورج. حافظ أفراكوتوس على علاقة مقربة من الضباط الذين ظهروا لاحقًا في الانقلاب العسكري.
في عام 1952، أصدرت الرابطة بيانًا تذكر فيه أن الدكتاتورية هي الحل الوحيد للمشاكل التي تواجه اليونان. اعتبر المفكر اليوناني كريستوس كاسيميريس هذا البيان صادمًا إذ أن البلاد كانت تنعم بازدهار نسبي بعد هزيمة الشيوعيين عام 1949 خصوصًا أن الظروف المعيشية واجهت انهيارًا في الأربعينيات، كما كان الوضع السياسي اليوناني مستقرًا. برأي كاسيميريس، بما أن بابادوبولوس لعب دورًا كبيرًا في كتابة بيان عام 1952، من المرجح أن يكون هدفه هو ’المطامع الشخصية’ وليس القلق الموضوعي من الشيوعيين اليونانيين لأن اليونان في ذلك الوقت لم تكن أبدًا على حافة الوقوع في أيدي الشيوعيين عام 1952 كما صور البيان.
مثلت اليونان حلقة وصل محورية في قوس حلف الناتو الدفاعية التي امتدت من الحدود الإيرانية الشرقية وصولًا إلى أقصى الشمال النرويجي. كانت اليونان تحديدًا تعتبر في خطر لأنها شهدت حركات تمرد شيوعية. عمل كل من جهاز الاستخبارات الوطني اليونانية حديث العهد وفرق الغزو الجبلية (إل أو كي) بشكل مقرب مع المخابرات الأمريكية. بالإضافة إلى الاستعداد لغزو سوفيتي، اتفقت هذه الأطراف على التعاون ضد أي انقلاب يساري محتمل. انضمت مجموعة إل أو كي بشكل خاص إلى شبكة أوروبية من العملاء المجهزين للعمل لدى حدوث أي غزو أو انقلاب. بالرغم من وجود إشاعات كثيرة حول دعم مباشر للانقلاب من قبل الولايات المتحدة، لا يوجد دليل يدعم هذا الادعاء، حتى إن توقيت الانقلاب فاجأ السي آي إيه كما يبدو. بالرغم من ذلك، دعمت الولايات المتحدة الدكتاتورية العسكرية في البلاد.

### الارتداد والاضطراب السياسيان
بعد سنوات عديدة من الحكم المحافظ، كان انتخاب مرشح حزب الاتحاد المركزي جورجيوس باباندريو كرئيس للحكومة اليونانية علامة على حدوث تغيير. في محاولة للحصول على مزيد من السيطرة على الحكومة فوق الحدود التي يسمح بها الدستور، اصطدم الملك الشاب قليل الخبرة قسطنطين الثاني مع دعاة الإصلاح الليبراليين. في يوليو عام 1964، أعلن باباندريو عن رغبته بطرد الضباط المنتمين إلى الرابطة المقدسة للضباط اليونانيين بشكل منافٍ لرغبة الملك الذي اعتبر أن حقه الملكي يدفعه لحماية ضباط الرابطة. قاد هذا الخلاف إلى مظاهرات واسعة في أثينا التي كانت ذات أغلبية جمهورية. عزل الملك باباندريو عام 1965 مسببًا مرحلة من الاضطراب الدستوري عُرفت باسم ’ارتداد عام 1965’ أو أبوستاسيا 1965.
بعد القيام بعدد من المحاولات لتشكيل حكومات، معتمدًا على حزب الاتحاد الوطني المنشق وأعضاء البرلمان المحافظين، عين قسطنطين الثاني حكومة مؤقتة برئاسة إيوانيس باراسكيفوبولوس، ودعي لانتخابات جديدة في الثامن والعشرين من مايو عام 1967. أشارت معظم المعطيات إلى أن حزب الاتحاد المركزي لباباندريو سوف يكون الحزب الأكبر، ولكنه لن يكون قادرًا على تشكيل حكومة وحيدة الحزب وسوف يُجبر على الدخول في تحالف مع اليسار الديمقراطي الاتحادي، والذي كان المحافظون يشكون بكونه عمليًا للحزب الشيوعي اليوناني المحظور. مثّل هذا الشك ذريعة للانقلاب العسكري.

### انقلاب الجنرالات
تصور المؤرخون والصحفيون اليونانيون وقوع ’انقلاب جنرالات’، وهو انقلاب عسكري كان ليحدث بتوجيه من قسطنطين تحت ذريعة محاربة محاولات التخريب السوفيتية.
قبل الانتخابات التي تقرر إجراؤها في الثامن والعشرين من مايو عام 1967، والتي كان فوز حزب الاتحاد المركزي فيها بنتيجة ساحقة، قلق عدد من سياسيي الاتحاد الوطني المتطرف المحافظ من أن السياسات اليسارية لأعضاء حزب الاتحاد المركزي -ومن ضمنهم أندرياس باباندريو ابن جورجيوس باباندريو- سوف تقود إلى أزمة دستورية. اقترح السياسي جورج راليس أنه في حال حدوث اضطراب كهذا، على الملك إعلان القانون العرفي كما يسمح له الدستور الملكي. تبعًا لأقوال راليس كان الملك قسطنطين متقبلًا لهذه الفكرة.
بحسب الدبلوماسي الأمريكي جون داي، كانت واشنطن أيضًا قلقة من حصول أندرياس باباندريو على دور فعال في الحكومة المقبلة بسبب تقدم والده في السن. تبعًا للدبلوماسيين الأمريكيين روبرت كيلي وجون أوينز اللذين كانا موجودين في أثينا آنذاك، سأل الملك قسطنطين السفير الأمريكي وليام فيليبس تالبوت عن موقف الولايات المتحدة من إجراء حل خارج برلماني لهذه المشكلة.
كان رد السفارة سلبيًا من ناحية المبدأ، لكنه أضاف أنه «لا يمكن تحديد رد فعل الولايات المتحدة على هذه الحركة مسبقًا، لكنها قد تعتمد على ظروف هذا الوقت». أنكر قسطنطين هذا الأمر. حسب تالبوت، التقى قسطنطين بجنرالات الجيش الذين وعدوه بعدم اتخاذ أي إجراء قبل الانتخابات القادمة. لكن تصريحات أندرياس باباندريو أثارت قلقهم، وقرروا إعادة النظر في قرارهم بعد رؤية نتائج الانتخابات.
في عام 1966، أرسل قسطنطين مبعوثه ديميتريوس بيتسيوس إلى باريس في مهمة لإقناع رئيس الوزراء السابق قسطنطين كرامنليس بالعودة إلى اليونان ومتابعة دوره السابق في السياسة. تبعًا لادعاءات غير مؤكدة من طرف الملك السابق، أجاب كرامنليس على بيتسيوس بأنه لن يعود إلى اليونان إلا إذا فرض الملك القانون العرفي في البلاد كما تسمح له امتيازاته الدستورية.
تبعًا لمراسل صحيفة نيويورك تايمز سيروس إل. سولزبرغر، ذهب كرامنليس إلى نيويورك للالتقاء بالجنرال في سلاح الجو الأمريكي لوريس نورستاد من أجل الضغط لإجراء انقلاب للمحافظين يوصله إلى قيادة اليونان. يدعي سولزبرغر أن نورستاد رفض التدخل في هذه الأمور. تعتمد مصداقية رواية سولزبرغر فقط على كلمته وكلمة نورستاد. في عام 1997، عندما كرر الملك السابق ادعاءات سولزبرغر، ذكر كرامنليس أنه «لن يتعامل مع تصريحات الملك السابق لأن كلًا من محتواها وأسلوبها غير جدير بالتعليق».
انتُقد تبني الملك المخلوع لادعاءات سولزبرغر ضد كرامنليس من قبل الإعلام اليوناني المتحيز لليسار، والذي انتقد كرامنليس بصفته ’وقحًا’ و’صفيقًا’. في ذلك الوقت أشار قسطنطين بشكل محدد إلى ذكر سولزبرغر لدعم فرضية الانقلاب المخطط من قبل كرامنليس، ولم يذكر أي اجتماع مزعوم عام 1966 مع بيستوس، والذي لم يشر إليه إلا بعد موت كل من الطرفين الآخرين لضمان عدم وجود رد على الادعاء.
وتبين لاحقًا أن الأزمة الدستورية لم تكن ناتجة عن الأحزاب السياسية أو من القصر، إنما عن الضباط الانقلابيين متوسطي الرتبة.

## انقلاب 21 أبريل
في 21 أبريل 1967 وقبل أسابيع قليلة من الانتخابات المقررة، استولت مجموعة من ضباط الجيش اليميني بقيادة العميد ستيليانوس باتاكوس والعقيد جيورجيوس بابادوبولوس ونيكولاوس ماكاريزوس على السلطة في انقلاب. كان الكولونيلات قادرين على الاستيلاء على السلطة بسرعة باستخدام عناصر المفاجأة والارتباك. كان باتاكوس قائد مركز تدريب المدرعات (Κέντρο Εκπαίδευσης Τεθωρακισμένων ، ΚΕΤΘ) ومقره أثينا.
وضع قادة الانقلاب الدبابات في مواقع إستراتيجية في أثينا، واكتسبوا بشكل فعال السيطرة الكاملة على المدينة. في الوقت نفسه تم إرسال عدد كبير من الوحدات المتنقلة الصغيرة لاعتقال كبار السياسيين ورجال السلطة والمواطنين العاديين المشتبه في تعاطفهم مع اليسار، وفقًا لقوائم معدة مسبقًا. وكان من أوائل الذين تم اعتقالهم الفريق غريغوريوس سباندياكيس ، القائد العام للجيش اليوناني. أقنع الكولونيل سباندياكيس بالانضمام إليهم، وجعله يفعل خطة عمل تمت صياغتها مسبقًا لدفع الانقلاب إلى الأمام. تحت قيادة العميد المظلي كوستاس أصلانيدس، تولت فرقة المظليين إدارة وزارة الدفاع اليونانية بينما سيطر العميد باتاكوس على مراكز الاتصالات والبرلمان والقصر الملكي، ووفقًا لقوائم مفصلة - اعتقلت أكثر من 10000 شخص.
بحلول ساعات الصباح الباكر كانت اليونان بأكملها في أيدي العقيد. وقد اعتقل المتآمرون جميع السياسيين البارزين بمن فيهم القائم بأعمال رئيس الوزراء باناجيوتيس كانيلوبولوس، واحتجزوه بمعزل عن العالم الخارجي. وفي الساعة 6:00 صباحًا بتوقيت شرق أوروبا، أعلن بابادوبولوس تعليق إحدى عشرة مادة من الدستور اليوناني. ومن نتائج هذا التعليق أنه يمكن اعتقال أي شخص دون أمر توقيف في أي وقت وتقديمه إلى محكمة عرفية لمحاكمته. وروى إيوانيس لاداس مدير وكالة الفضاء الأوروبية آنذاك في مقابلة لاحقة أنه «في غضون عشرين دقيقة يمكن اعتقال كل سياسي وكل رجل وكل فوضوي مدرج ... كانت خطة بسيطة وشيطانية». تم القبض على جورجيوس باباندريو بعد مداهمة ليلية لفيلته في كاستري أتيكا. قُبض على أندرياس في نفس الوقت تقريبًا، بعد أن دخل سبعة جنود مسلحين بحراب ثابتة ومدفع رشاش منزله بالقوة. هرب أندرياس باباندريو إلى سطح منزله لكنه استسلم بعد أن صوب أحد الجنود مسدسًا إلى رأس ابنه جورج باباندريو البالغ من العمر أربعة عشر عامًا.
حاولت الطغمة العسكرية لبابادوبولوس إعادة هندسة المشهد السياسي اليوناني عن طريق الانقلاب. يُعرف بابادوبولوس وأعضاء المجلس العسكري الآخرون في اليونان بمصطلح «أبريلياني» (الأبريليين)  للدلالة على شهر الانقلاب. أصبح مصطلح "Aprilianoi" مرادفًا لمصطلح «ديكتاتوريون 1974».